# Maria Faustyna Kowalska

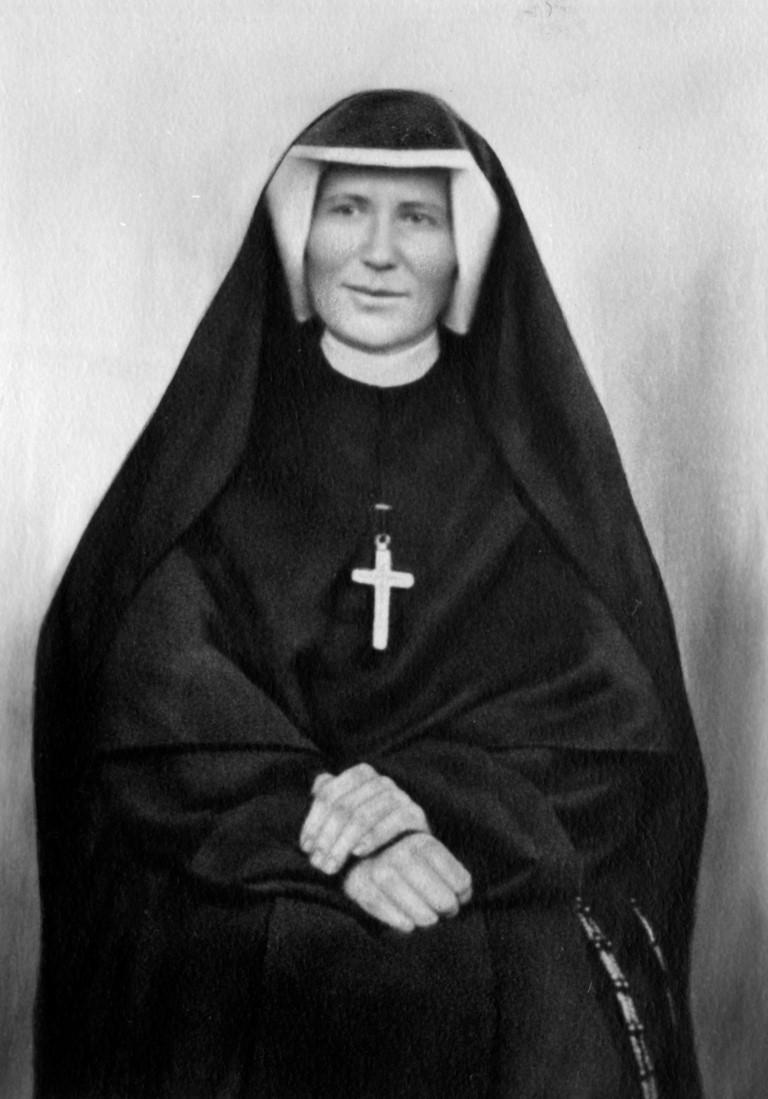
Maria Faustyna Kowalska (1938)

Maria Faustyna Kowalska; Ordensname Maria Faustyna vom allerheiligsten Sakrament, geboren als Helena Kowalska, (* 25. August 1905 in Głogowiec im Powiat Łęczycki bei Łódź; † 5. Oktober 1938 in Krakau) war eine polnische Ordensschwester und Mystikerin. Sie wird in der römisch-katholischen Kirche als Heilige verehrt.

## Leben
Helena Kowalska wollte bereits mit 18 Jahren in ein Kloster eintreten, erhielt dazu aber nicht die Erlaubnis ihrer Eltern. Nach einer Vision im Jahr 1924, in der sie direkt zum Ordenseintritt aufgerufen wurde, zog sie nach Warschau und trat dort am 1. August 1925 in die Kongregation der Schwestern der Muttergottes von der Barmherzigkeit ein. Am 30. April 1926 wurde Helena Kowalska eingekleidet und erhielt den Ordensnamen Maria Faustyna vom allerheiligsten Sakrament OLM. 1928 legte sie die ersten zeitlichen Gelübde und 1933 die ewige Profess ab. Vom 25. Mai 1933 bis 1936 lebte sie im Stadtteil Antakalnis der von der polnischen Armee besetzten litauischen Hauptstadt Vilnius. 

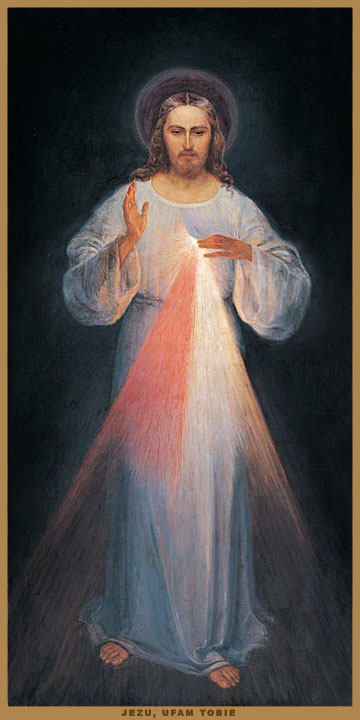
Gnadenbild vom barmherzigen Jesus, gemalt 1934 nach den Visionen der heiligen Maria Faustyna Kowalska

Nach ihren Aussagen erschienen ihr wiederholt Jesus Christus (manchmal in Gestalt des Jesuskindes, manchmal als Erwachsener), Maria, Engel und andere Heilige. In diesen Visionen erhielt sie nach ihren Angaben von Jesus den Auftrag, Künderin der Barmherzigkeit Gottes zu sein. Ihr sei ferner aufgetragen worden, ein Bild Jesu malen zu lassen, von dessen Heiligsten Herzen zwei Strahlen ausgehen. Das daraufhin gemalte Bildnis des Barmherzigen Jesus trägt die Unterschrift: „Jesus, ich vertraue auf Dich.“
Den Visionen zufolge wurde ihr auch aufgetragen, sich für die Einführung des „Sonntags der göttlichen Barmherzigkeit“ in das Kirchenjahr einzusetzen. Aus ihren Visionen ging auch der Barmherzigkeitsrosenkranz hervor. Außerdem erhielt sie die Weisung, die Sterbestunde Jesu in besonderer Weise durch eine Andacht zu ehren, und schließlich, eine neue Ordensgemeinschaft zu gründen. Sr. Maria Faustyna legte zwar zu Lebzeiten noch die Konstitutionen für diese neue Gemeinschaft fest, doch erst nach ihrem Tod, im Jahr 1947, wurden die Schwestern vom Barmherzigen Jesus von dem seligen Michał Sopoćko gegründet. Die Kongregation hat ihren Hauptsitz im Heiligtum der Barmherzigkeit Gottes in Myślibórz.
Ihre Visionen schrieb sie auf Empfehlung ihres Beichtvaters und geistlichen Begleiters Pfarrer Michał Sopoćko ab 1934 in ihren Tagebüchern nieder.
Unter den Päpsten Pius XII. und Johannes XXIII. wurden die Erscheinungen der Schwester Faustyna und der Kult um den barmherzigen Jesus zensiert und seitens des Heiligen Offiziums in mehreren Notifikationen verworfen.
Das Anliegen der Schaffung eines Barmherzigkeitssonntages nahm Johannes Paul II. in seiner zweiten Enzyklika Dives in misericordia auf, die am 30. November 1980 erschien und mit den Worten „Gott, der voll Erbarmen ist“ beginnt. Am 30. April 2000 legte er anlässlich der Heiligsprechung der Ordensfrau fest, dass der zweite Sonntag der Osterzeit in der ganzen römisch-katholischen Kirche auch als Barmherzigkeitssonntag begangen werden solle.
Bald nach ihrem Ordenseintritt erkrankte Maria Faustyna Kowalska an Tuberkulose. Mehrere Spitalaufenthalte brachten keine Heilung. Schwester Maria Faustyna OLM starb am 5. Oktober 1938 im Krakauer Kloster Josefów. Am 25. November 1966 wurden ihre Reliquien in die Klosterkirche umgebettet. In unmittelbarer Nähe zur Klosterkirche befindet sich das 1999 errichtete Sanktuarium der Barmherzigkeit Gottes.
Neben der auf das Wirken Sr. Maria Faustynas hin gegründeten Kongregation der Schwestern vom Barmherzigen Jesus entwickelte sich eine apostolische Bewegung der göttlichen Barmherzigkeit, der sowohl Ordensgemeinschaften als auch Priester, Personen des gottgeweihten Lebens und Laien angehören. Eine dieser Gemeinschaften ist der Verein Faustinum, der der Kongregation der Muttergottes der Barmherzigkeit angegliedert ist.

## Heiligsprechung und Verehrung
Die Verehrung von Maria Faustyna Kowalska verbreitete sich – nicht zuletzt durch die polnische Diaspora – bald nach ihrem Tod in zahlreiche Länder.
Karol Wojtyła förderte als Erzbischof von Krakau den Seligsprechungsprozess und Heiligsprechungsprozess von Maria Faustyna Kowalska. Am 18. April 1993 sprach er als Papst Johannes Paul II. – Sr. Maria Faustyna Kowalska selig und am 30. April 2000 heilig. Der Gedenktag der heiligen Maria Faustyna ist der 5. Oktober. Am 18. Mai 2020, dem 100. Geburtstag von Papst Johannes Paul II., wurde er als nichtgebotener Gedenktag in den römischen Generalkalender aufgenommen.
Auf dem zweiten Kongress zur Göttlichen Barmherzigkeit vom 1. bis 5. Oktober 2011 in Krakau-Łagiewniki wurde von zahlreichen Bischöfen und Kardinälen vorgeschlagen, die heilige Mystikerin zur Kirchenlehrerin zu erheben. Ein entsprechendes Bittschreiben wurde an Papst Benedikt XVI. gesandt.
Papst Franziskus erinnerte in seiner Bulle Misericordiae vultus vom 11. April 2015, mit der er ein außerordentliches Heiliges Jahr der Barmherzigkeit verkündete, „an die große Apostelin der Barmherzigkeit“ und rief sie als Fürsprecherin an, uns die Gnade zu erwirken, „stets in der Vergebung Gottes und in dem unverbrüchlichen Vertrauen auf seine Liebe zu leben und zu wandeln“.

## Schriften
- Tagebuch der Schwester Maria Faustyna Kowalska, aus der Kongregation der Muttergottes der Barmherzigkeit. Parvis, Hauteville/Schweiz 1990, ISBN 3-907523-17-2.